# Ashton Locklear
Ashton Locklear, née le 13 janvier 1998 à Lumberton (Caroline du Nord), est une gymnaste artistique américaine.

## Biographie
Ashton Locklear naît à Lumberton (Caroline du Nord). Elle est la cadette de la famille, ses parents Terry Locklear et Carrie Locklear ont eu deux enfants (Angelia et Ashton). Elle démarre la gymnastique car sa grande sœur en faisait.
Elle commence les compétitions en gymnastique à l'age de 4 ans, en 1999.
Elle fait ses débuts en senior pour les Ėtats-Unis lors des Championnats panaméricains en 2014, en allant chercher la médaille d'or aux barres asymétriques. Le fait majeur de sa carrière est ce titre de Championne du Monde par équipes à Nanning, sa carrière est entachée par les blessures (blessure à l'épaule en 2015 et blessure au genou droit en 2018). Son idole est Nastia Liukin la championne olympique. Elle prend sa retraite le 16 mai 2019.

## Palmarès

### Championnats du monde
- Nanning 2014
  -  médaille d'or au concours par équipes
  - 4e aux barres asymétriques
- Montréal 2017
  - 8e aux barres asymétriques

### Championnats panaméricains
- Missaussauga 2014
  -  médaille d'or au concours par équipes
  -  médaille d'or aux barres asymétriques

### Pacific Rim Championships
- Everett 2016
  -  médaille d'or au concours par équipes
  -  médaille d'or aux barres asymétriques